# Nutzbare Porosität
Als nutzbare Porosität, speichernutzbarer Porenanteil oder speichernutzbarer Hohlraumanteil wird der Anteil der Gesamtporosität eines Reservoirs (z. B. eines Grundwasserleiters) bezeichnet, der speichernutzbar (oder auch speicherwirksam) das gespeicherte Fluid bei Druckerniedrigung unter gravitativen Kräften ausschüttet:
{\displaystyle n_{s}={\frac {V_{\text{sp}}}{V_{\text{ges}}}}}
mit
- {\displaystyle V_{\text{sp}}} dem Porenvolumen, das bei Druckänderung entleert (oder wieder aufgefüllt) wird
- {\displaystyle V_{\text{ges}}} dem betrachteten Gesamtgesteinsvolumen.

Hydrogeologen quantifizieren diese Druckänderung auch mit der abgeleiteten Höhenverringerung der Grundwasseroberfläche.
Der nutzbaren Porosität wirken kapillare Kräfte im porösen Medium entgegen, der Anteil des sogenannten Haftwassers (typisch {\displaystyle n_{f}}) bleibt, ebenfalls als Porenanteil definiert, wassererfüllt zurück (vgl. Feldkapazität in der Bodenkunde). Dieser ist also als Reservoir im Sinne einer Exploration zunächst nicht nutzbar.
Die nutzbare Porosität ist im Allgemeinen nicht identisch mit der offenen, durchflusswirksamen oder effektiven Porosität, die bei Stimulationen von Kohlenwasserstoffreservoiren z. B. durch die Injektion von Säuren vergrößert wird, um die Permeabilität der dann karbonatisch zementierten Formation zu erhöhen.
Grundsätzlich wird der Begriff „nutzbare Porosität“ primär bei freien Grundwasserleitern angewendet, weil hier die elastischen Eigenschaften des Grundwasserleiters und die Kompressibilität des Wassers (diese Größen bestimmen die Speichereigenschaften eines gespannten Grundwasserleiters, siehe Speicherkoeffizient) meist vernachlässigbar sind und die nutzbaren Porosität des wassergesättigten Bodens in guter Näherung der effektiven Porosität entspricht.
| Korngröße | Gesamtporosität in % | nutzbare Porosität in % |
| --------- | -------------------- | ----------------------- |
| Ton       | über 50              | unter 5                 |
| Schluff   | 50 bis 45            | 5 bis 15                |
| Sand      | 45 bis 40            | 15 bis 35               |
| Kies      | 40 bis 30            | 20 bis 35               |
| Steine    | unter 30             | unter 20                |

Trotz ihrer sehr hohen absoluten Porosität haben Tone eine sehr geringe nutzbare Porosität (ca. 2 %), da aufgrund der geringen Korngröße der Tonminerale die kapillaren Kräfte das Porenwasser nicht aus dem Matrixverbund lassen. Bei Kiesen und Schottern dagegen treten kaum kapillare Kräfte auf, hier ist die nutzbare Porosität identisch mit der effektiven Porosität (20 bis 35 %).